# Cirsium setidens
Cirsium setidens là một loài thực vật có hoa trong họ Cúc. Loài này được (Dunn) Nakai mô tả khoa học đầu tiên năm 1920.